# 千叶健太
千叶健太（日语：／ Chiba Kenta，1996年4月4日—），日本男子竞技体操运动员，2018年亚洲运动会男子团体全能银牌得主和男子双杠铜牌得主、2023年世界竞技体操锦标赛男子团体全能金牌得主。